# 多爾曼冰原島峰
65°1′S 60°18′W / 65.017°S 60.300°W
多爾曼冰原島峰（英語：Dallmann Nunatak）是南極洲的冰原島峰，位於葛拉漢地的奧斯卡二世海岸，處於布魯斯冰原島峰以北9公里，屬於錫爾冰原島峰的一部分，在1902年由瑞典探險隊繪入地圖，現時由南極條約體系管理。